# Apache Licenc
Az Apache Licenc egy szabad szoftver licenc, melynek szerzője az Apache Software Foundation (röviden ASF). Az Apache licenc elvárja a  szerzői jogi figyelmeztetés és lemondás megőrzését.
Minden szoftver, amit az ASF hoz létre, vagy bármelyik projektje vagy tárgya licencelt az Apache licenc kikötései szerint. Néhány nem ASF szoftver szintén licencelté válik az Apache licenc használatával. 2010 novemberében, több, mint 6000 SourceForge.net-en megtalálható projekt volt elérhető az Apache licenc feltételei mellett.  Egy 2008 májusából származó blog post szerint a Google azt állította, hogy  a 100 000 a Google Code-on hosztolt projektből 25 000 volt, amelyik Apache licencet használt.

## Verziótörténet
Az Apache licenc 1.0 volt az eredeti Apache licenc, melyet kizárólag az Apache csomagok régebbi verzióira (mint pl. Webszerver 1.2 verziója) használtak.
Az Apache licenc 1.1-t 2000-ben hagyta jóvá az ASF: Az elsődleges változás az 1.0 licenchez képes a 'hirdetési záradék'-ban van (1.0 licenc 3. bekezdés); a származtatott termékek többé nem igénylik, hogy részleteket tartalmazzanak a hirdetési anyagaikban, elég csak dokumentációjukban.
Az Apache Licenc 2.0-t 2004 januárjában fogadta el az ASF. Ennek a licencnek a kimondott céljai a következők voltak: a licenc könnyebb használata a nem ASF projektekben; fejleszteni a licenckompatibilitást a GPL-alapú szoftverekkel; lehetővé tenni, hogy a licenc része lehessen a szoftvernek referencia hivatkozással is, ahelyett, hogy beletennék minden fájlba; tisztázni a licencet közreműködésekre; valamint szükséges egy szabadalmi licenc a közreműködésekre, amely szükséges módon sérti a közreműködő saját szabadalmait.

## Licencelési feltételek
Mint akármelyik szabad szoftver licenc, az Apache licenc megengedi a szoftver felhasználójának azt a szabadságot, hogy bármilyen céllal használhassa a szoftvert, terjeszthesse, módosíthassa és a szoftver módosított változtatást terjeszthesse a licenc feltételek alatt.
Az Apache licenc, mint számos más megengedő licenc, nem igényli a szoftver módosított verzióját, hogy terjeszthető legyen ugyanazt a licencet használva (ellentétben a copyleft licencekkel). Minden licenc fájlban, bármely eredeti copyrightot, szabadalmat, védjegyet meg kell őrizni (kivéve azokat a megjegyzéseket, melyek nem tartoznak egyik részéhez sem származtatott munkának); és minden megváltozott licencel fájlban, egy bejelentést hozzá kell adni, kijelentve, hogy a változtatásokat elvégezték az adott fájlon.
Ha a NOTICE szöveg fájl része az eredeti munka terjesztésének, akkor a származtatott munkának tartalmaznia kell ezen megjegyzések egy olvasható másolatát (újfent, a megjegyzések kihagyása nem vonatkozik semmilyen részére a származtatott munkának), legalább egy helyen a következő háromból: a NOTICE szöveg fájlon belül, amit a származtatott munka részeként adnak közre, a forrás formájában vagy dokumentációban ill. a származtatott munka megjelenítésben (bárhol, ahol a harmadik személytől származó megjegyzések is általában feltűnnek). A NOTICE fájl tartalma nem módosíthatja a licencet, mivel ezek csak a tájékoztatás kedvéért vannak ott, kiegészítő megjegyzések hozzáadása a NOTICE szöveghez megengedhetők, de biztosítva kell legyen az, hogy ezek a megjegyzések nem értelmezhetők úgy, mint a licenc módosításai. A módosítások számára megfelelők lehetnek a copyright megjegyzések is, és nyújthatnak különböző licenc feltételeket is a módosítások.
Ha csak explicit módon nincs kijelentve másképp, minden hozzájárulás, amit a licencet kapó ad a bármelyik licencet adónak automatikusan a licenc feltételek alá kerül, mindenfajta kikötés és feltétel nélkül, de ez nem gátolhatja bármilyen egyéb megállapodást a licencet adóval ezen a hozzájárulásokra vonatkozólag.

## GPL kompatibilitás
Az Apache Software Foundation és a Free Software Foundation egyetértett abban, hogy az Apache licenc 2.0 egy szabad szoftver licenc, amely kompatibilis a GNU General Public License 3-as verziójával. Ebben az esetben a kompatibilitás azt jelenti, hogy - habár a GPL 3-as verzió kimondottan bővebb halmaza az Apache licenc 2.0-nak -, az a projekt, amely keverten alkalmazza GPL 3-as verziót valamint az Apache Licenc 2.0-t, kódja szükségszerűen a GPL 3-as verzió alatt licencelt lesz.
Mindamellett, a Free Software Foundation kimondta, hogy az Apache Licenc (2007-es állapot szerint) minden verziója inkompatibilis a korábbi GPL 1-es és 2-es verziójával.